# Воропаєво (станція)
Воропа́єво (біл. Варапа́ева) — вузлова залізнична станція 4-го класу Вітебського відділення Білоруської залізниці на лінії Крулевщизна — Линтупи. Від станції відгалужується лінія Воропаєво — Друя. Розташована у селищі міського типу Воропаєво Поставського району Вітебської області.
Станція обладнана електричною централізацією на перегоні Постави — Воропаєво.
На станції розташована Воропаєвська дистанція колії (ПЧ-10).

## Історія
Станція відкрита 1897 року. 1933 року відкрито відгалуження Воропаєво — Друя, з метою побудови річкового порту у Друї для виходу із Західної Двіни до Балтійського моря.
31 березня 1936 року під час причеплення паровозу до пасажирського поїзда № 554 Крулевщизна — Вільно стався потужний удар, в результаті якого зійшов з рейок багажний вагон, пошкоджені паровоз і один пасажирський вагон, двоє людей зазнали легкого ступеню поранень. Локомотивна бригада була у нетверезому стані. Затримка поїзда склала близько 3 годин.
18 лютого 1937 року раровоз, який прямував резервом на станцію Вільно, наїхав на «скидуючий черевик» і зійшов з рейок разом з тендером. Ймовірна причина сходу — машиніст не помітив сигнал через складні погодні умови.

## Пасажирське сполучення
На станції Воропаєво зупиняються міжрегіональні та регіональні поїзди економкласу до станцій Вітебськ,  Друя, Полоцьк, Линтупи, Постави.